# Province de Bongará
La province de Bongará (en espagnol : Provincia de Bongará) est l'une des sept provinces de la région d'Amazonas, au Pérou. Sa capitale est la ville de Jumbilla.

## Géographie
La province couvre une superficie de 2 869,65 km2. Elle est limitée au nord par la province de Condorcanqui et la région de Loreto, à l'est par la région de San Martín, au sud par la province de Chachapoyas, à l'ouest par les provinces de Utcubamba et Luya.

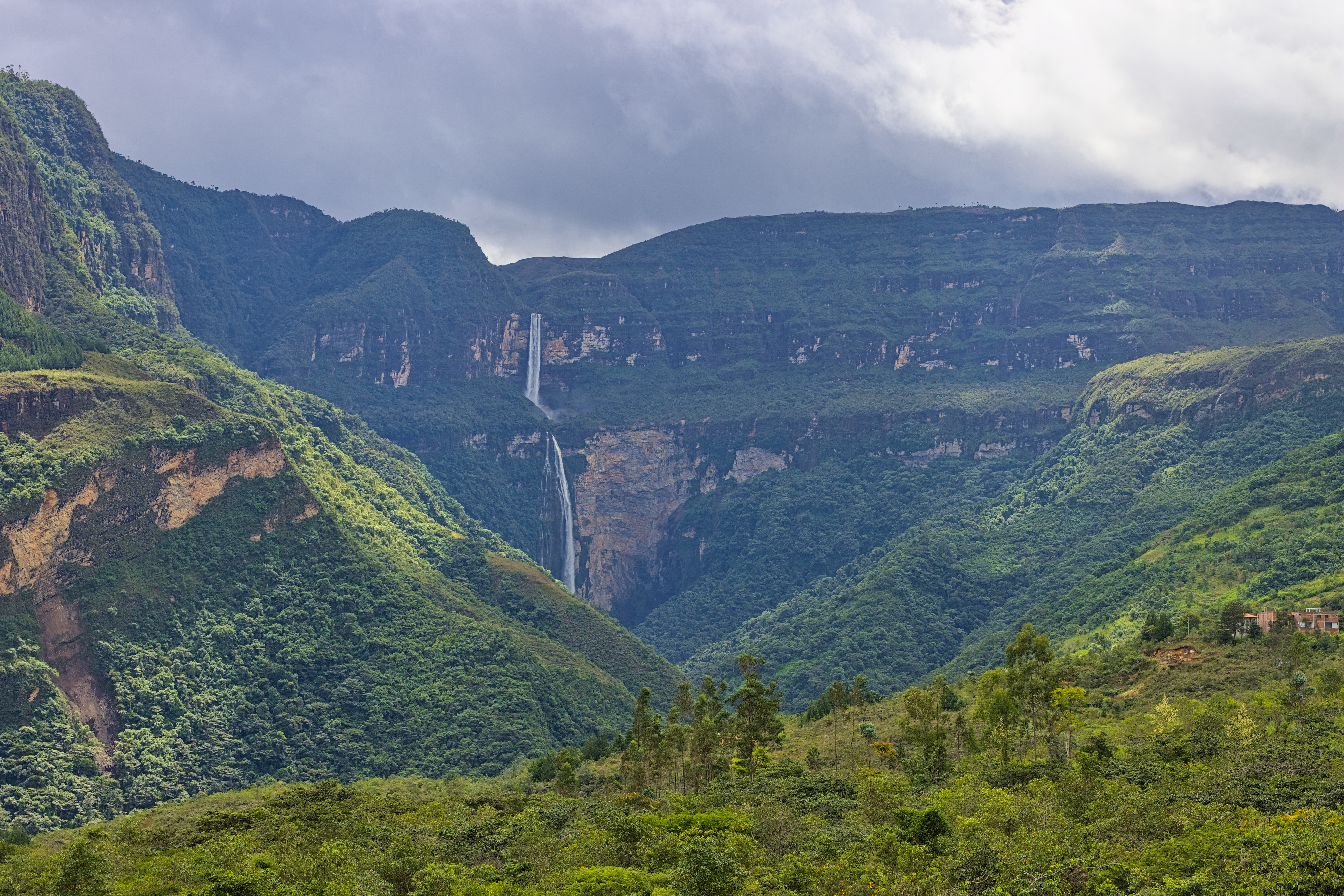
Vue de la cascade Gocta

## Population
La population de la province s'élevait à 26 145 habitants en 2002 (estimation).

## Subdivisions
La province est divisée en 12 districts :
- Chisquilla
- Churuja
- Corosha
- Cuispes
- Florida
- Jazán
- Jumbilla
- Recta
- San Carlos
- Shipasbamba
- Valera
- Yabrasbamba